# Руди Люберс
Рудолфус Йозефус Мариа „Руди“ Люберс (на нидерландски: Rudolfus Josefus Maria (Rudi) Lubbers) е бивш нидерландски боксьор, който участва на летните олипийски игри през 1964 и 1968 година. През 1964 година завършва девети в полутежка категория, а през 1968 на пето място в тежката категория. През 1973 се изправя в среща срещу Мохамед Али в Джакарта като издържа 12 рунда, но губи по точки. За срещата получава 125 хиляди долара.
На национално ниво Люберс печели шест титли в полутежка категория и две в тежката категория. Става професионален боксьор през 1970 година, а през 1981 прекратява кариерата си. На международната сцена се състезава неуспешно в няколко европейски първенства. След края на спортната си кариера през 1986 година е арестуван в Португалия за трафик на наркотици и прекарва четири години в затвора. След това работи по карнавали из Европа заедно с жена си Риа, но остава бездомен след като Риа банкрутира през 1999 година. Двамата започват да обикалят различни държави, сред които Ливан, Мароко, Египет, Обединените арабски емирства и Португалия. Впоследствие се установяват в България след като бива ограбен. 
Люберс и Риа се озовават в несебърското село Кошарица където живеят мизерно в караваната си без отопление, ток и вода. Случаят му става популярен след като холандска телевизия го открива и излъчва репортаж за него. Много холандци са изненадани от неговата съдба и зaпочват благотворителна кампания за завръщането му в Холандия. Синът му - Марко също пристига в България за да му помогне.